# Dom v Kamniški Bistrici
Dom v Kamniški Bistrici (600 m) je planinska postojanka, ki stoji tik poleg izvira Kamniške Bistrice. Poleg izvira se v bližini nahaja vintgar Predoselj. Nekoliko višje se nahaja Spominski park ponesrečenim v Kamniških in Savinjskih Alpah. Prvotna koča je bila preurejena iz Turistovske koče 23. maja 1909. Sedanjo obliko je dom dobil 5. maja 1929. Dom je izhodišče za južne pristope v pogorje Kamniško-Savinjskih Alp. Do konca leta 2022 ga je upravljalo planinsko društvo PD Ljubljana-Matica, zdaj pa ga upravlja Meščanska korporacija Kamnik.

## Dostop
- 7 km iz Stahovice (Kamnik)

## Prehodi
- 5h: do Kocbekovega doma na Korošici (1808 m), čez Presedljaj
- 3½h: do Koče na Kamniškem sedlu (1864 m)
- 3½h: do Zoissove koče na Kokrskem sedlu (1793 m)

## Vzponi na vrhove
- 4½: Kogel (2100 m), čez Gamsov skret
- 5-6h: Planjava (2394 m), čez Repov kot
- 6h: Skuta (2532 m), čez Gamsov skret, mimo Bivaka pod Skuto